# Åraksfjorden
Åraksfjorden er en sø som ligger i Bygland kommune i Agder fylke i Norge. Den er en del af Otrasystemet. Åraksfjorden strækker sig fra Storstraumen i syd til Ose og er den nordlige del af Byglandsfjorden. Navnet har den fået efter bygden Åraksbø som ligger på østsiden af Åraksfjorden.
På fjordens vestside ligger Skomedal og Frøysnes, på østsiden Sandnes og Åraksbø. Rigsvej 9 krydser Byglandsfjorden ved Storstraumen og følger vestsiden videre nordover.
Den sydlige del af Åraksfjorden har navnet Bjåfjorden, mens den midterste del kaldes Sandnesfjorden.
Åraksfjorden trafikeres om sommeren af veterandampbåden Bjoren.